# Poslední píseň
Poslední píseň (v anglickém originále The Last Song) je romantický dramatický film z roku 2010. Režie se ujala Julie Anne Robinson. Film byl natočen podle knihy amerického spisovatele Nicholase Sparkse. Nicholas Sparks napsal k filmu také scénář. Hlavní role hrají Miley Cyrus, Liam Hemsworth a Greg Kinnear. Film měl premiéru ve Spojených státech dne 31. března 2010.

## Děj

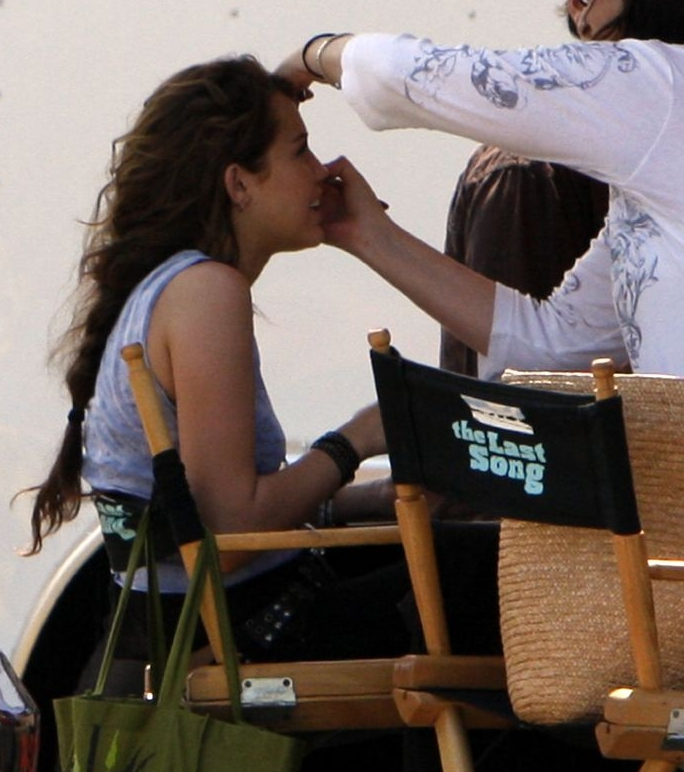
Miley Cyrus na natáčení filmu

Sedmnáctiletá Ronnie, kterou hraje Miley Cyrus, se po nějaké době po rozchodu rodičů odstěhuje se svým bratrem na prázdniny ke svému otci na Tybee Island. Tam se Ronnie postupně seznamuje s místními lidmi a po dlouhých pochybách se zamiluje do pohledného mladíka Williama, kterého ztvárnil australský herec Liam Hemsworth. Milostnému vztahu ale nepřejí obdivovatelky Wiliama ani jeho bohatá rodina. Nenávist však velké lásce nezabrání. Roniin otec Greg Kinnear umírá na rakovinu a poslední chvíle chce strávit ve svém domě u pláže. Díky lži, kterou Wiliam spolu se svým kamarádem způsobili, se strhne hádka a William odchází na univerzitu. Ronnie zůstává až do samého konce u svého otce. Na pohřeb se dostaví celá vesnice včetně Williamovy povýšené rodiny a samotného Willa. Nakonec vše dobře skončí a u Ronnie a Williama se projeví silná láska.

## Obsazení
- Miley Cyrus jako Veronica L. Miller
- Liam Hemsworth jako Will Blakellee
- Kelly Prestonová jako Kim Miller
- Bobby Coleman jako Jonah Miller
- Greg Kinnear jako Steve Miller
- Nick Lashaway jako Marcus
- Melissa Ordway jako Ashley
- Carly Chaikin jako Blaze
- Adam Barnett jako Teddy
- Nick Searcy jako Tom Blakelee
- Carrie Malabre jako Cassie
- Rhoda Griffis jako doktorka
- Lance E. Nichols jako pastor Charlie Harris
- Hallock Beals jako Scott
- Stephanie Leigh Schlund jako Megan Blakelee

## Přijetí

### Tržby
Film vydělal 62,9 milionů dolarů v Severní Americe a 26 milionů dolarů v ostatních oblastech, celkově tak vydělal přes 89 milionů dolarů po celém světě. Rozpočet filmu činil 20 milionů dolarů. Za první víkend docílil čtvrté nejvyšší návštěvnosti, kdy vydělal 16 milionů dolarů.

### Recenze
Na recenzní stránce Rotten Tomatoes získal ze 116 započtených recenzí 20 procent s průměrným ratingem 4 bodů z deseti. Na serveru Metacritic snímek získal z 27 recenzí 33 bodů ze sta. Na Česko-Slovenské filmové databázi snímek získal 66 procent.

### Ocenění a nominace
Film získal 8 nominací na cenu Teen Choice Awards: nejlepší filmové drama, nejlepší filmová herečka, objev roku, nejlepší polibek, nejlepší chemie, nejlepší taneční scéna, nejlepší výbuch vzteku a nejlepší zamilovaná píseň. Ceny získal 3. Miley Cyrus získala za roli cenu Kids' Choice Awards. Cyrus také získala nominaci na Zlatou malinu v kategorii nejhorší herečka. Dvě ceny ze tří získal film na předávání australské verze ceny Kids' Choice Awards a to v kategoriích nejlepší filmová herečka a nejlepší polibek.